# براتوسلتسه
براتوسلتسه (به صربی: Bratoselce) یک منطقهٔ مسکونی در صربستان است که در بوجانوواچ واقع شده‌است. براتوسلتسه ۷۱ نفر جمعیت دارد.